# Jack Pierce
Jack Pierce (født Janus Piccoulas 5. maj 1889, død 19. juli 1968) var en amerikansk sminkør. Han huskes for sit arbejde på mange Universal-film, så som Frankenstein med Boris Karloff i hovedrollen.